# Sing Sing (filme)
Sing Sing é um filme de drama estadunidense de 2023 dirigido, co-produzido e co-escrito por Greg Kwedar. Baseado no programa Rehabilitation Through the Arts (em português, Reabilitação Através das Artes) da prisão de segurança máxima de Sing Sing, o filme gira em torno de um grupo de presidiários envolvidos na criação de espetáculos teatrais por meio do programa. É estrelado pelos atores Colman Domingo e Paul Raci, ao lado de muitos ex-presidiários que foram estudantes do programa durante seu encarceramento, incluindo Clarence "Divine Eye" Maclin e Sean San José.
O filme estreou no programa Apresentações Especiais no Festival Internacional de Cinema de Toronto de 2023. O filme foi lançado pela A24 nos Estados Unidos em 12 de julho de 2024.

## Premissa
Um pequeno grupo de prisioneiros dentro do Centro Correcional de Sing Sing, uma das prisões de segurança máxima mais famosas do mundo, tenta encenar sua própria produção original, Breakin' The Mummy's Code.

## Elenco
- Colman Domingo como John "Divine G" Whitfield [4]
- Clarence "Divine Eye" Maclin como ele mesmo
- Sean San José como Mike Mike
- Paul Raci como Brent Buell

Junto com Maclin, o elenco de apoio também é composto por pessoas reais que já foram presos e que também foram ex-alunos do programa RTA, retratando a si mesmos no filme, incluindo:
- David "Dap" Giraudy
- Patrick "Preme" Griffin
- Mosi Eagle
- James "Big E" Williams
- Sean "Dino" Johnson
- Dario Peña
- Miguel Valentin
- Jon-Adrian "JJ" Velazquez
- Pedro Cotto
- Camillo "Carmine" Lovacco
- Cornell "Nate" Alston

O verdadeiro John "Divine G" Whitfield também faz uma participação especial como um detento que pede ao fictício Divine G para autografar seu livro.

## Lançamento
O filme estreou no programa Apresentações Especiais do Festival Internacional de Cinema de Toronto de 2023, onde foi adquirido pela A24.
Foi lançado nos Estados Unidos em um lançamento limitado em 12 de julho de 2024, com um lançamento amplo planejado para 2 de agosto. No entanto, o lançamento amplo não se concretizou, expandindo-se semanas depois para apenas 191 cinemas. Não foi disponibilizado em vídeo sob demanda ou streaming naquela época. Mais tarde, foi anunciado que seria relançado em 500 cinemas em 17 de janeiro de 2025, como parte de sua campanha de temporada de premiações antes do anúncio da 97ª indicação ao Oscar em 23 de janeiro. A Edovo, uma organização sem fins lucrativos que fornece material educativo aos reclusos, transmitiu o filme para as prisões participantes a partir de 17 de Janeiro, em colaboração com a A24 e a RTA. O filme foi lançado em vídeo digital sob demanda em 31 de janeiro de 2025.

## Recepção

### Bilheteria
Até 23 de fevereiro de 2025, Sing Sing arrecadou US$ 5,2 milhões. Na sua primeira exibição nos Estados Unidos, o filme arrecadou US$ 137.119 em quatro cinemas (localizados em Los Angeles e Nova Iorque) em seu fim de semana de estreia (12 a 14 de julho de 2024), para uma média por tela de US$ 34.279. IndieWire observou: "Em uma jogada incomum, espera-se que não se expanda até agosto para construir o boca a boca esperado e evitar competir com os pesos-pesados das próximas duas semanas." Em seu quarto fim de semana (2 a 4 de agosto), o filme expandiu para 18 cinemas e arrecadou US$ 164.565. Ele atingiu o pico em 191 cinemas antes de retornar a 149 telas em seu oitavo fim de semana. O filme terminou sua exibição original nos cinemas após treze semanas em outubro de 2024. Em janeiro de 2025, foi relançado em 560 cinemas, arrecadando US$ 289.829 durante o fim de semana de quatro dias do Dia de Martin Luther King.

### Crítica
No site agregador de resenhas Rotten Tomatoes, 95% das 21 resenhas dos críticos são positivas, com uma classificação média de 9,4/10.

### Prêmios e indicações
| Premiação                                  | Data da cerimônia       | Categoria                                  | Indicado(s)                                                              | Resultado | Referência |
| ------------------------------------------ | ----------------------- | ------------------------------------------ | ------------------------------------------------------------------------ | --------- | ---------- |
| AACTA International Awards                 | 7 de fevereiro de 2025  | Melhor Ator                                | Colman Domingo                                                           | Indicado  | [ 18 ]     |
| AARP Movies for Grownups Awards            | 25 de fevereiro de 2025 | Melhor Ator                                | Colman Domingo                                                           | Indicado  | [ 19 ]     |
| AARP Movies for Grownups Awards            | 25 de fevereiro de 2025 | Melhor Ator Coadjuvante                    | Clarence Maclin                                                          | Indicado  | [ 19 ]     |
| AARP Movies for Grownups Awards            | 25 de fevereiro de 2025 | Melhor Elenco                              | Sing Sing                                                                | Venceu    | [ 19 ]     |
| Oscar da Academia                          | 2 de março de 2025      | Melhor Ator                                | Colman Domingo                                                           | Indicado  | [ 20 ]     |
| Oscar da Academia                          | 2 de março de 2025      | Melhor Roteiro Adaptado                    | Greg Kwedar, Clint Bentley, Clarence Maclin, e John "Divine G" Whitfield | Indicado  | [ 20 ]     |
| Oscar da Academia                          | 2 de março de 2025      | Melhor Canção Original                     | "Like a Bird" - Abraham Alexander e Adrian Quesada                       | Indicado  | [ 20 ]     |
| Alliance of Women Film Journalists         | 7 de janeiro de 2025    | Melhor FIlme                               | Sing Sing                                                                | Indicado  | [ 21 ]     |
| Alliance of Women Film Journalists         | 7 de janeiro de 2025    | Melhor Ator                                | Colman Domingo                                                           | Venceu    | [ 21 ]     |
| Alliance of Women Film Journalists         | 7 de janeiro de 2025    | Melhor Ator Coadjuvante                    | Clarence Maclin                                                          | Indicado  | [ 21 ]     |
| Alliance of Women Film Journalists         | 7 de janeiro de 2025    | Melhor Roteiro Adaptado                    | John H. Richardson, Brent Buell & Clint Bentley, Greg Kwedar             | Indicado  | [ 21 ]     |
| Astra Film Awards                          | 8 de dezembro de 2024   | Melhor FIlme                               | Sing Sing                                                                | Indicado  | [ 22 ]     |
| Astra Film Awards                          | 8 de dezembro de 2024   | Melhor Roteiro Adaptado                    | Clint Bentley e Greg Kwedar                                              | Indicado  | [ 22 ]     |
| Astra Film Awards                          | 8 de dezembro de 2024   | Melhor Ator                                | Colman Domingo                                                           | Indicado  | [ 22 ]     |
| Astra Film Awards                          | 8 de dezembro de 2024   | Melhor Ator Coadjuvante                    | Clarence Maclin                                                          | Indicado  | [ 22 ]     |
| Austin Film Critics Association            | 6 de janeiro de 2025    | Melhor FIlme                               | Sing Sing                                                                | Indicado  | [ 23 ]     |
| Austin Film Critics Association            | 6 de janeiro de 2025    | Melhor Ator                                | Colman Domingo                                                           | Venceu    | [ 23 ]     |
| Austin Film Critics Association            | 6 de janeiro de 2025    | Melhor Ator Coadjuvante                    | Clarence Maclin                                                          | Indicado  | [ 23 ]     |
| Austin Film Critics Association            | 6 de janeiro de 2025    | Melhor Roteiro Adaptado                    | Greg Kwedar e Clint Bentley                                              | Venceu    | [ 23 ]     |
| Austin Film Critics Association            | 6 de janeiro de 2025    | Melhor Elenco                              | Sing Sing                                                                | Venceu    | [ 23 ]     |
| Austin Film Critics Association            | 6 de janeiro de 2025    | Melhor Filme Austin 2024                   | Sing Sing                                                                | Venceu    | [ 23 ]     |
| Boston Society of Film Critics             | 8 de dezembro de 2024   | Melhor Elenco                              | Sing Sing                                                                | Venceu    | [ 24 ]     |
| British Academy Film Awards                | 16 de fevereiro de 2025 | Melhor Ator Principal                      | Colman Domingo                                                           | Indicado  | [ 25 ]     |
| British Academy Film Awards                | 16 de fevereiro de 2025 | Melhor Ator Coadjuvante                    | Clarence Maclin                                                          | Indicado  | [ 25 ]     |
| British Academy Film Awards                | 16 de fevereiro de 2025 | Melhor Roteiro Adaptado                    | Clint Bentley, Greg Kwedar, Clarence Maclin, e John "Divine G" Whitfield | Indicado  | [ 25 ]     |
| Chicago Film Critics Association           | 12 de dezembro de 2024  | Melhor Ator                                | Colman Domingo                                                           | Indicado  | [ 26 ]     |
| Chicago Film Critics Association           | 12 de dezembro de 2024  | Melhor Ator Coadjuvante                    | Clarence Maclin                                                          | Indicado  | [ 26 ]     |
| Chicago Film Critics Association           | 12 de dezembro de 2024  | Melhor Performance Revelação               | Clarence Maclin                                                          | Venceu    | [ 26 ]     |
| Chicago Film Critics Association           | 12 de dezembro de 2024  | Melhor Roteiro Adaptado                    | Clint Bentley, Greg Kwedar, Clarence Maclin, & John Whitfield            | Indicado  | [ 26 ]     |
| Chicago Film Critics Association           | 12 de dezembro de 2024  | Prêmio Stehlik Award de Cineasta Revelação | Greg Kwedar                                                              | Indicado  | [ 26 ]     |
| Critics' Choice Movie Awards               | 12 de janeiro de 2025   | Melhor Filme                               | Sing Sing                                                                | Indicado  | [ 27 ]     |
| Critics' Choice Movie Awards               | 12 de janeiro de 2025   | Melhor Ator                                | Colman Domingo                                                           | Indicado  | [ 27 ]     |
| Critics' Choice Movie Awards               | 12 de janeiro de 2025   | Melhor Ator Coadjuvante                    | Clarence Maclin                                                          | Indicado  | [ 27 ]     |
| Critics' Choice Movie Awards               | 12 de janeiro de 2025   | Melhor Elenco                              | Sing Sing                                                                | Indicado  | [ 27 ]     |
| Critics' Choice Movie Awards               | 12 de janeiro de 2025   | Melhor Roteiro Adaptado                    | Greg Kwedar e Clint Bentley                                              | Indicado  | [ 27 ]     |
| Golden Globe Awards                        | 5 de janeiro de 2025    | Melhor Ator em Filme de Drama              | Colman Domingo                                                           | Indicado  | [ 28 ]     |
| Gotham Awards                              | 2 de dezembro de 2024   | Melhor Protagonista                        | Colman Domingo                                                           | Venceu    | [ 29 ]     |
| Gotham Awards                              | 2 de dezembro de 2024   | Melhor Coadjuvante                         | Clarence Maclin                                                          | Venceu    | [ 29 ]     |
| Gotham Awards                              | 2 de dezembro de 2024   | Tributo de Justiça Social                  | Elenco de Sing Sing                                                      | Venceu    | [ 30 ]     |
| National Board of Review                   | 4 de dezembro de 2024   | Top 10 Filmes                              | Sing Sing                                                                | Venceu    | [ 31 ]     |
| National Board of Review                   | 4 de dezembro de 2024   | Melhor Roteiro Adaptado                    | Clint Bentley e Greg Kwedar                                              | Venceu    | [ 31 ]     |
| San Diego Film Critics Society             | 9 de dezembro de 2024   | Melhor Filme                               | Sing Sing                                                                | Venceu    | [ 32 ]     |
| San Diego Film Critics Society             | 9 de dezembro de 2024   | Melhor Diretor                             | Greg Kwedar                                                              | Indicado  | [ 32 ]     |
| San Diego Film Critics Society             | 9 de dezembro de 2024   | Melhor Ator                                | Colman Domingo                                                           | Venceu    | [ 32 ]     |
| San Diego Film Critics Society             | 9 de dezembro de 2024   | Melhor Ator Coadjuvante                    | Clarence Maclin                                                          | Indicado  | [ 32 ]     |
| San Diego Film Critics Society             | 9 de dezembro de 2024   | Melhor Roteiro Adaptado                    | Craig Bentley e Greg Kwedar                                              | Venceu    | [ 32 ]     |
| San Diego Film Critics Society             | 9 de dezembro de 2024   | Melhor Cinematografia                      | Pat Scola                                                                | Indicado  | [ 32 ]     |
| San Diego Film Critics Society             | 9 de dezembro de 2024   | Melhor Elenco                              | Sing Sing                                                                | Indicado  | [ 32 ]     |
| San Diego Film Critics Society             | 9 de dezembro de 2024   | Melhor Coreografia                         | Sing Sing                                                                | Indicado  | [ 32 ]     |
| San Francisco Bay Area Film Critics Circle | 15 de dezembro de 2024  | Melhor Filme                               | Sing Sing                                                                | Indicado  | [ 33 ]     |
| San Francisco Bay Area Film Critics Circle | 15 de dezembro de 2024  | Melhor Ator                                | Colman Domingo                                                           | Venceu    | [ 33 ]     |
| San Francisco Bay Area Film Critics Circle | 15 de dezembro de 2024  | Melhor Ator Coadjuvante                    | Clarence Maclin                                                          | Indicado  | [ 33 ]     |
| San Francisco Bay Area Film Critics Circle | 15 de dezembro de 2024  | Melhor Roteiro Adaptado                    | Clint Bentley, Greg Kwedar, Clarence Maclin e John "Divine G" Whitfield  | Venceu    | [ 33 ]     |
| Santa Barbara International Film Festival  | 9 de fevereiro de 2025  | Virtuoso Award                             | Clarence Maclin                                                          | Venceu    | [ 34 ]     |
| Satellite Awards                           | 26 de janeiro de 2025   | Melhor Filme de Drama                      | Sing Sing                                                                | Indicado  | [ 35 ]     |
| Satellite Awards                           | 26 de janeiro de 2025   | Melhor Diretor                             | Greg Kwedar                                                              | Indicado  | [ 35 ]     |
| Satellite Awards                           | 26 de janeiro de 2025   | Melhor Ator em Filme de Drama              | Colman Domingo                                                           | Venceu    | [ 35 ]     |
| Satellite Awards                           | 26 de janeiro de 2025   | Melhor Ator Coadjuvante                    | Clarence Maclin                                                          | Indicado  | [ 35 ]     |
| Satellite Awards                           | 26 de janeiro de 2025   | Melhor Roteiro Adaptado                    | Clint Bentley, Greg Kwedar, Clarence Maclin, e John "Divine G" Whitfield | Indicado  | [ 35 ]     |
| Seattle Film Critics Society               | 16 de dezembro de 2024  | Melhor Filme                               | Sing Sing                                                                | Indicado  | [ 36 ]     |
| Seattle Film Critics Society               | 16 de dezembro de 2024  | Melhor Ator Principal                      | Colman Domingo                                                           | Venceu    | [ 36 ]     |
| Seattle Film Critics Society               | 16 de dezembro de 2024  | Melhor Ator Coadjuvante                    | Clarence Maclin                                                          | Venceu    | [ 36 ]     |
| Seattle Film Critics Society               | 16 de dezembro de 2024  | Melhor Elenco                              | Sing Sing                                                                | Indicado  | [ 36 ]     |
| St. Louis Film Critics Association         | 15 de dezembro de 2024  | Melhor Filme                               | Sing Sing                                                                | Indicado  | [ 37 ]     |
| St. Louis Film Critics Association         | 15 de dezembro de 2024  | Melhor Ator                                | Colman Domingo                                                           | Venceu    | [ 37 ]     |
| St. Louis Film Critics Association         | 15 de dezembro de 2024  | Melhor Ator Coadjuvante                    | Clarence Maclin                                                          | Indicado  | [ 37 ]     |
| St. Louis Film Critics Association         | 15 de dezembro de 2024  | Melhor Roteiro Adaptado                    | Greg Kwedar e Clint Bentley                                              | Indicado  | [ 37 ]     |
| St. Louis Film Critics Association         | 15 de dezembro de 2024  | Melhor Elenco                              | Sing Sing                                                                | Indicado  | [ 37 ]     |